# Ḩājjī Aḩmad Kandī
Ḩājjī Aḩmad Kandī (persiska: حاجی احمد کندی) är en ort i Iran.   Den ligger i provinsen Västazarbaijan, i den nordvästra delen av landet, 600 km nordväst om huvudstaden Teheran. Ḩājjī Aḩmad Kandī ligger 1 007 meter över havet och antalet invånare är 345.
Terrängen runt Ḩājjī Aḩmad Kandī är huvudsakligen kuperad, men åt sydväst är den bergig. Ḩājjī Aḩmad Kandī ligger nere i en dal.Runt Ḩājjī Aḩmad Kandī är det ganska tätbefolkat, med 75 invånare per kvadratkilometer. Närmaste större samhälle är Qarah Ẕīā' od Dīn, 11,3 km väster om Ḩājjī Aḩmad Kandī. Trakten runt Ḩājjī Aḩmad Kandī består i huvudsak av gräsmarker.